# Священная конгрегация обрядов
Конгрегация обрядов, или Священная Конгрегация обрядов; полное название — Конгрегация по Священным обрядам и церемониям (лат. Congregatio pro Sacri Ritibus et Caeremoniis) — конгрегация Римской курии, ведавшая вопросами литургической практики латинского обряда Римско-католической церкви в период с 11 февраля 1588 года по 8 мая 1969 года.

## История
Конгрегация обрядов была создана 11 февраля 1588 года Сикстом V апостольской конституцией Immensa Aeterni Dei от 22 января 1588 года, в ходе полной реорганизации Римской курии, главные учреждения которой — конгрегации — просуществовали до нашего времени.
8 мая 1969 года папа римский Павел VI своей апостольской конституцией слил Sacra Rituum Congregatio и Конгрегацию дисциплины таинств (образована 29 июня 1908 апостольской конституцией папы Пия X Sapienti Consilio).
В настоящее время эти функции выполняет Конгрегация богослужения и дисциплины таинств (лат. Congregatio de Cultu Divino et Disciplina Sacramentorum), формально повторно разделённая на Конгрегацию Таинств (лат. Congregatio de Sacramentis) и Конгрегацию Богослужения (лат. Congregatio de Cultu Divino), которыми по совместительству управляет один и тот же префект.

## Кардиналы-префектыКонгрегации с концаXVI века
- Альфонсо Джезуальдо (1588–1603);
- Толомео Галльо (1603–1607);
- Доменико Пинелли старший (1607–1611);
- Франческо Мария Борбоне дель Монте Санта Мария (1611–1626);
- Джованни Баттиста Дэти (1626-1630);
- Карло Эмануэле Пио ди Савойя старший (1630–1641);
- Пьер Паоло Крешенци (1641–1645);
- Луиджи Каппони (1645–1652);
- Федерико Корнер младший (1652–1653);
- Карло Медичи (1653–1655);
- Джулио Чезаре Саккетти (1655–1663);
- Марцио Джинетти (1663–1671);
- Антонио Барберини младший, O.S.Io.Hieros. (1671);
- Франческо Мария Бранкаччо (1671–1675);
- Ульдерико Карпенья (1675–1679);
- Чезаре Факкинетти (1679–1683);
- Никколо Альбергати Людовизи (1683–1687);
- Альдерано Чибо (1687–1700);
- Гаспаре Карпенья (1700–1714);
- Фердинандо д’Адда (1714–1719);
- Фабрицио Паолуччи (пропрефект 1719-1724; префект 6 июня 1724 — 12 июня 1726);
- Карло Мария Марини (1726–1747);
- Фортунато Тамбурини, O.S.B.Cas. (1747–1761);
- Джузеппе Мария Ферони (1761–1767);
- Флавио Киджи (7 января 1768 — 12 июля 1771 — до смерти);
- Марио Компаньони Марефоски (16 июля 1771 — 23 декабря 1780 — до смерти);
- Джованни Аркинто (13 января 1781 — 9 февраля 1799 — до смерти);
- Джулио Мария делла Сомалья (30 октября 1800 — 2 апреля 1830);
- Карло Педичини (2 июля 1830 — 19 ноября 1843);
- Людовико Микара (28 ноября 1843 — 1 мая 1844) назначен префектом Священной Конгрегации Церемониала);
  - вакантно (1844—1847);
- Луиджи Эммануэле Николо Ламбрускини (8 июня 1847 — 12 мая 1854 — до смерти);
- Константино Патрици Наро (27 июня 1854 — 17 декабря 1876 — до смерти);
- Луиджи Мария Бильо (20 декабря 1876 — 18 октября 1877 — назначен великим пенитенциарием);
- Томмазо Мария Мартинелли (18 октября 1877 — 15 июля 1878 — назначен префектом Священной Конгрегации Индекса);
- Доменико Бартолини (15 июля 1878 — 2 октября 1887 — до своей смерти);
- Анджело Бьянки (15 ноября 1887 — 14 марта 1889 — назначен апостольским продатарием);
- Карло Лауренци (14 марта — октябрь 1889 — до отставки);
- Гаэтано Алоизи Мазелла (3 октября 1889 — 29 мая 1897 — назначен апостольским продатарием);
- Камилло Маццелла (15 июня 1897 — 26 марта 1900 — до смерти);
- Доменико Феррата (23 октября 1900 — 27 ноября 1902 — назначен префектом Священной Конгрегации по делам епископов и монашествующих);
- Серафино Кретони (7 января 1903 — 3 февраля 1909 — до смерти);
  - Луиджи Трипепи (28 января 1904 — 29 декабря 1906 — до смерти, пропрефект);
- Себастьяно Мартинелли (8 февраля 1909 — 4 июля 1918 — до смерти);
- Шипионе Текки (8 ноября 1914 — 7 февраля 1915 — до смерти);
- Антонио Вико (11 февраля 1915 — 25 февраля 1929 — до смерти);
- Камилло Лауренти (12 марта 1929 — 6 сентября 1938 — до смерти);
- Карло Салотти (14 сентября 1938 — 24 октября 1947 — до смерти);
- Клементе Микара (11 ноября 1950 — 26 января 1953 — до отставки);
- Гаэтано Чиконьяни (7 декабря 1953 — 5 февраля 1962 — до смерти);
- Аркадио Мария Ларраона Саралеги (12 февраля 1962 — 9 января 1968 — до выхода на пенсию);
- Бенно Вальтер Гут (8 января 1968 — 7 мая 1969 — назначен префектом вновь созданной Конгрегации богослужения и дисциплины таинств).